# Heilige Familie (Berlin-Prenzlauer Berg)
Die Pfarrkirche Heilige Familie im Berliner Ortsteil Prenzlauer Berg des Bezirks Pankow ist ein römisch-katholisches Gotteshaus. Es wurde von dem Architekten Carl Kühn entworfen und 1930 geweiht.
Die Kirche und die umgebende Bebauung sind in der Denkmalliste Berlin unter den Nummern 09060040 und 09060021 eingetragen.

## Geschichte
Seit dem 4. Oktober 1903 bestand in der Pappelallee eine Seelsorgestelle beim heutigen Sankt-Josefs-Heim. Im Jahre 1904 teilte sich die bisherige Herz-Jesu-Gemeinde, und es wurde die eigenständige katholische Kirchengemeinde gegründet, weil sich durch Zuwanderung vor allem aus damaligen östlichen deutschen Provinzen die Einwohnerzahl Berlins enorm vergrößert hatte. Der Bau einer neuen Gottesdienststätte wurde erforderlich, wozu Gelder eingeworben und ein Grundstück südwestlich der Wichertstraße angekauft wurde. Am 1. August 1920 erhielt die Gemeinde den Status als Pfarrei zuerkannt.
Der Grundstein für den noch heute bestehenden Kirchbau wurde am Martinstag 1928 durch den damaligen Weihbischof Josef Deitmer gelegt. Die Baupläne stammten von dem Hehl-Schüler und späteren Diözesanbaumeister Carl Kühn. Zwei Jahre später konnte, nachdem bereits am 27. April 1930 die Glockenweihe erfolgt war, Bischof Christian Schreiber die Kirche mit dem Patrozinium Heilige Familie – Friedensgedächtniskirche weihen. Mit dem Einbau einer Orgel aus der Sankt-Hedwigs-Kathedrale war 1931 die Kirche fertiggestellt.
Gegen Ende des Zweiten Weltkriegs erlitten Pfarr- und Vorderhaus am 18. März 1945 schwere Bombenschäden, von denen auch die Kirche in Mitleidenschaft gezogen wurde.
Erst 1961 konnte mit einer umfassenderen Instandsetzung und Renovierung der Kirche begonnen werden. Nach dem Mauerfall erfolgte 1992–1993 die Umgestaltung des Kircheninneren zu seinem heutigen Erscheinungsbild gemäß den Vorgaben des Zweiten Vatikanischen Konzils. Die Altarweihe des neuen Zelebrationsaltars wurde am 9. Mai 1993 vollzogen. Am 26. September 1998 konnte die rekonstruierte und hier neu aufgestellte Orgel in Betrieb genommen werden.
Strukturreformen im Erzbistum Berlin führten 2003 zur Fusion mit der Gemeinde St. Augustinus. 2010 bis 2012 wurde das Kirchenschiff innen und außen saniert, 2016 bis 2019 folgte die Turmsanierung.

## Architektur

### Baukörper
Der wuchtige Baukörper wird dem Backsteinexpressionismus zugeordnet. Er wurde aufgemauert und mit Klinkern verblendet. Das Hauptportal mit seinen zwei Eingängen befindet sich hinter einer vorgelagerten offenen Eingangshalle mit einem kleinen Giebel zwischen zwei hufeisenförmigen Portalöffnungen. Dahinter steigt der 40 Meter hohe, im unteren Bereich gebäudebreite Kirchturm an, der sich nach oben stufenweise leicht verjüngt und mit einem Zeltdach bedeckt ist. Er erinnert an romanische Westwerke und wurde auch „der betende Riese“ genannt. Einziger Schmuck der Fassade ist ein auf dem Giebel angebrachtes Flachrelief „Heilige Familie“ aus Kunststein, das die Künstlerin Harriet von Rathleff-Keilmann geschaffen hatte, und die Zackenumrandung der Portalbogen.
Auf beiden Seiten der Eingangsfassade sind fünfgeschossige Gebäude angebaut, die im gleichen Stil und mit gleichem Baumaterial errichtet wurden. Hier sind Räume für die Belange der Gemeinde und Wohnungen untergebracht.
An die Breitseite des Turms schließt sich das mit einem Satteldach gedeckte Hauptschiff an, ein verputzter Ziegelbau im Stil einer Basilika. Die Grundfläche der Kirche beträgt 24 m × 14 m. An die dem Turm gegenüberliegende Seite schließt sich eine Apsis an, die im Innern einen stark eingezogenen Chorraum bildet.

### Geläut

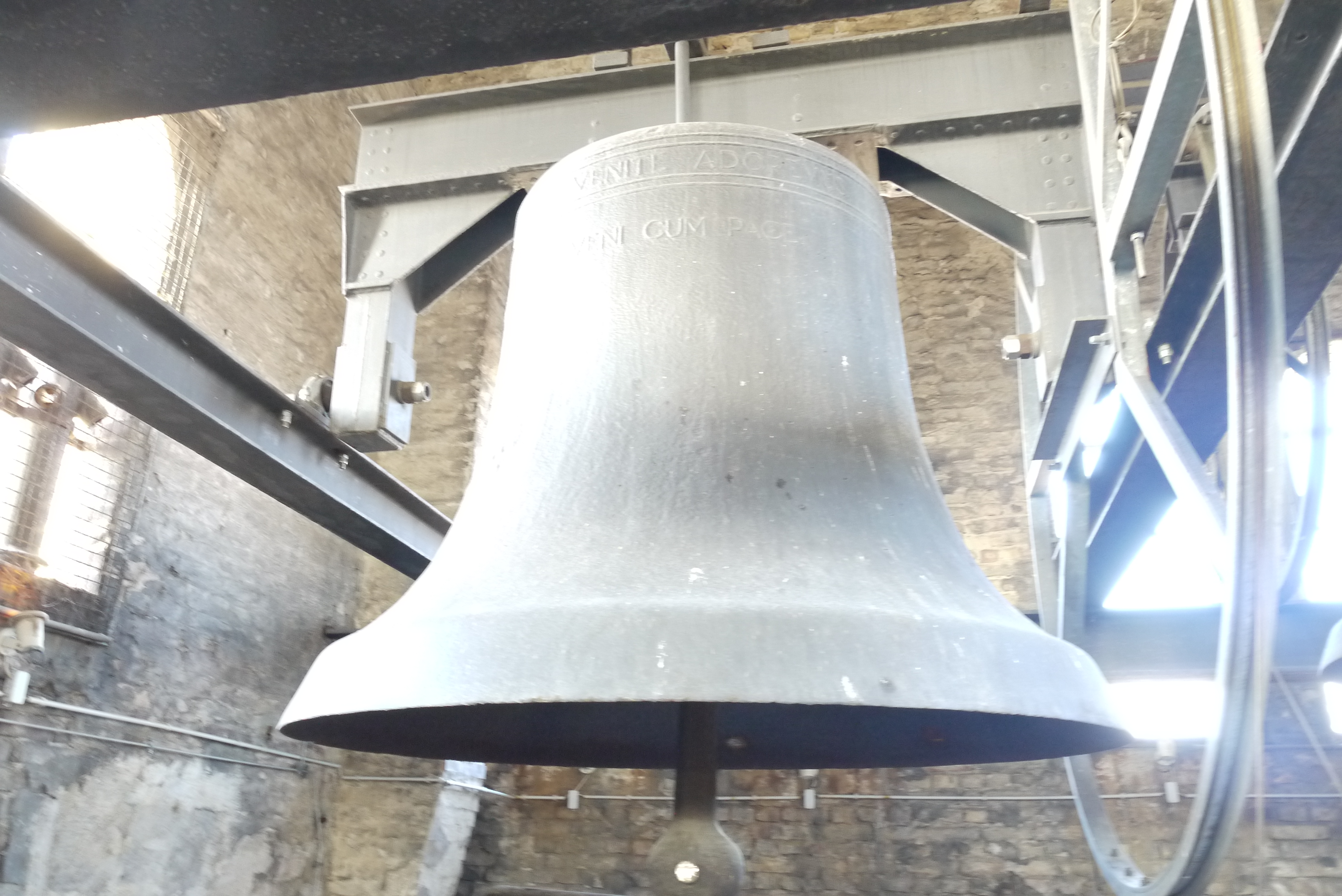
Glocke Christus König

Das Bild der Straße und des dahinter liegenden Humannplatzes beherrscht der Kirchturm, in dem vier 1929 bei Schilling & Lattermann gegossene eiserne Glocken hängen, die zum Gottesdienst, jeweils um 12 und 18 Uhr zum Gebet des Angelus (Engel des Herrn) oder bei besonderen Anlässen läuten.
Glocken
| Nr. | Name            | Gewicht | Durchmesser | Schlagton (1⁄ 16) | Inschrift                                                                         |
| --- | --------------- | ------- | ----------- | ----------------- | --------------------------------------------------------------------------------- |
| 1   | Christus König  | 2700 kg | 1887 mm     | c′                | REGEM CUI OMNIA VIVUNT VENITE ADOREMUS O REX GLORIAE CHRISTE VENI CUM PACE        |
| 2   | Maria           | 1300 kg | 1563 mm     | es′               | SALVE REGINA TU CLEMENS TU PIA TU DULCIS VIRGO MARIA MAGNIFICAT ANIMA MEA DOMINUM |
| 3   | Joseph          | 1100 kg | 1388 mm     | f′                | CONSTITUIT EUM DOMINUM DOMUS SUAE ST. JOSEF PATRONE MORIENTIUM ORA PRO NOBIS      |
| 4   | Maria Magdalena | 0600 kg | 1150 mm     | as′               |                                                                                   |

## Innenausstattung

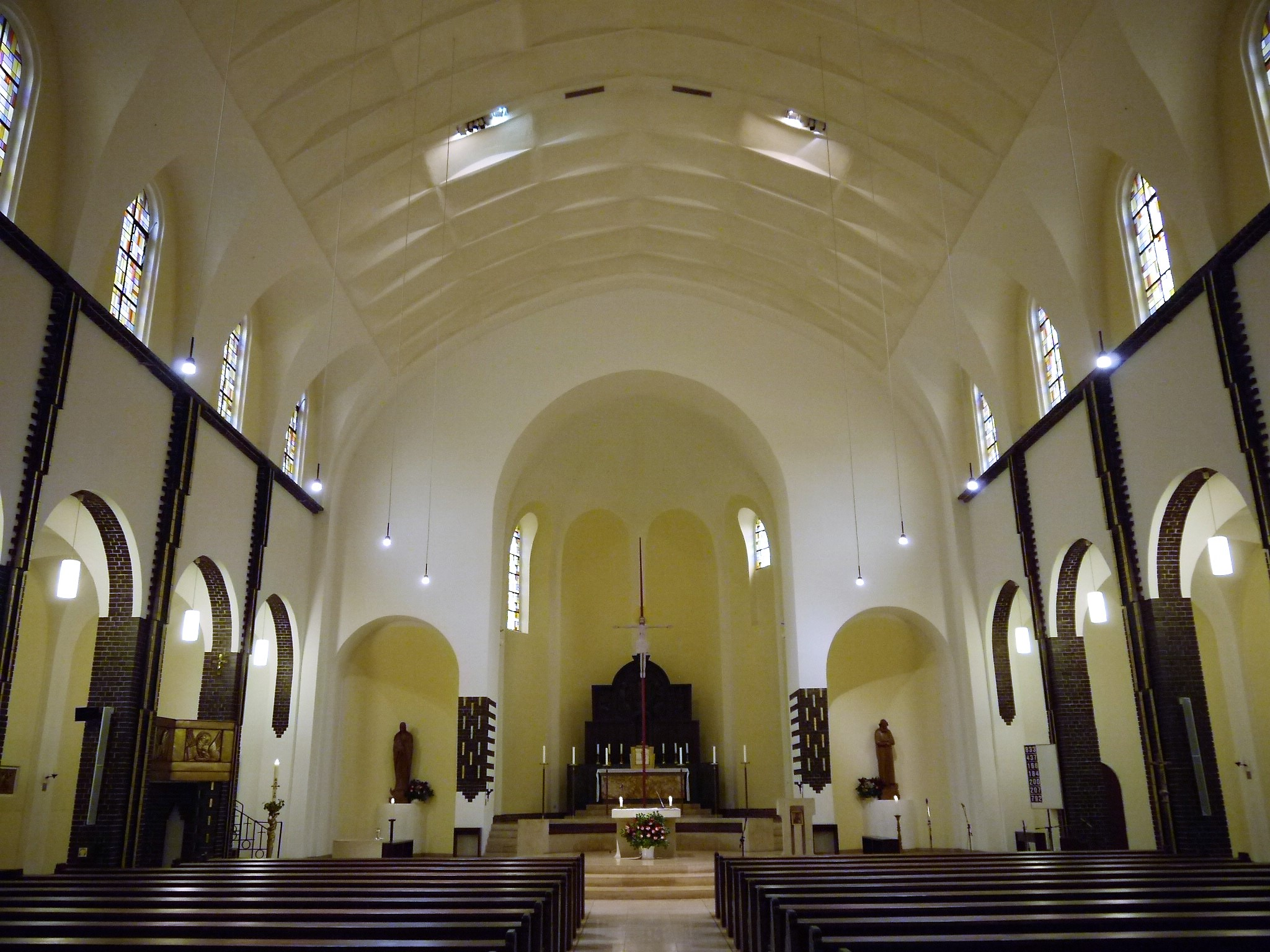
Innenraum (2016)

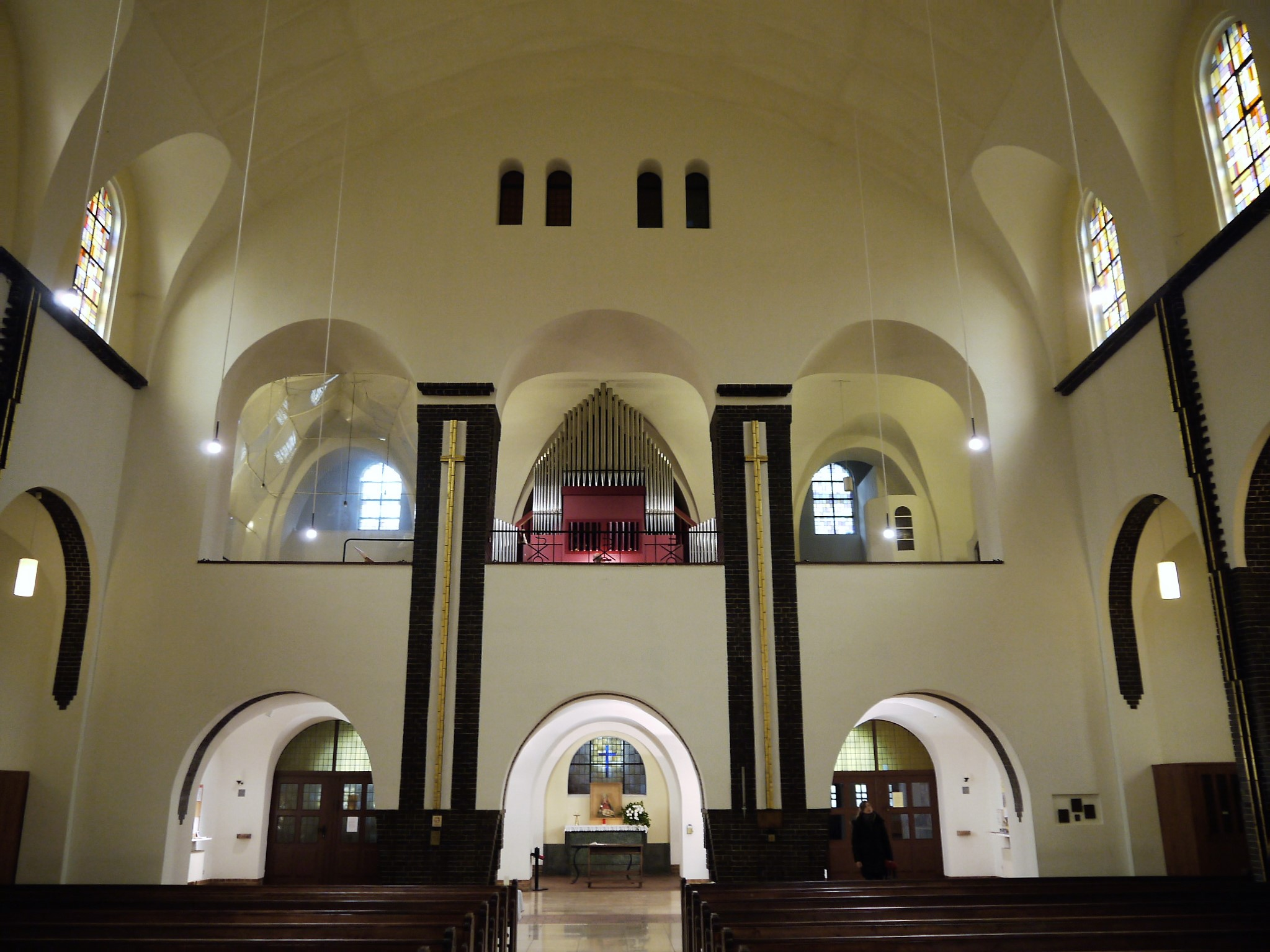
Innenraum, Blick zur Orgel

### Innenraum
Das geräumige 15 Meter hohe Mittelschiff besitzt ein kassettiertes Tonnengewölbe und ist saalähnlich gestaltet. Auch die beiden schmalen Seitenschiffe, jeweils etwa drei Meter breit, sind tonnenüberwölbt. Das Innere der Kirche war ursprünglich intensiv farbig in Blau- und Orangetönen gestaltet und ist heute hell verputzt und gestrichen. Ziegelbänder mit vergoldeten Klinkerstreifen setzen einzelne Akzente. Die Kirchenfenster waren ehemals in kräftigen Farben figürlich nach Entwürfen von Glasmaler Carl Busch gestaltet. Sie sind nicht erhalten. 1961 wurden die neuen Fenster eingesetzt, deren abstrakt-geometrische Gestaltung mit einzelnen blauen und orangen Farbstreifen die ursprüngliche Farbigkeit der Kirchenwände zitiert, insgesamt den Kirchenraum aber heller erscheinen lässt.

### Altarraum
Ursprünglich war der Kirchenraum auf den in der Apsis stehenden Hochaltar ausgerichtet. Er ist noch original aus der Bauzeit erhalten und besteht aus reliefierter Eiche. Das von Josef Dorls geschnitzte Retabel (Altarrückwand) zeigt einen bärtigen Gott Vater und eine Taube als Symbol für den Heiligen Geist, darunter die Heilige Familie als Namensgeberin der Kirche: in der Mitte das Kind Jesus Christus, eingerahmt von seiner Mutter Maria und dem Ziehvater Josef sowie begleitet von König David und dem Propheten Jesaja. Als Zentrum des Geschehens war der Altar ursprünglich vergoldet. Vergoldete Klinker im Innenraum betonen vor allem die Pfeiler und Wandvorlagen zwischen den Arkadenöffnungen und sollten auf diesen zentralen Ort hinweisen. Die Vergoldung des Altars wurde um 1958 entfernt, die Vergoldung der Klinker im Kirchenschiff blieb erhalten. Die Mitte der Altarrückwand enthält unter dem geschnitzten Altarbild den Tabernakel, in dem das eucharistische Brot aufbewahrt wird, was mit einem Ewigen Licht gekennzeichnet wird.
Nach der Umgestaltung im Sinne der Liturgiereform hat der einstige Hochaltar seine zentrale Funktion verloren. Eine nur noch drei Stufen erhöhte runde Altarinsel mit fünf Metern Durchmesser wurde vor den eigentlichen Chor gesetzt, auf der sich ein quadratischer Altartisch, ein Ambo und das Taufbecken befinden. Diese Stücke wurden 1992–1993 vom Bildhauer Friedrich Koller aus Laufen in Oberbayern im Auftrag der Gemeinde aus Solnhofer Kalkstein neu geschaffen. Und inmitten dieses Raumes steht unübersehbar das Kreuz – ein Pfahl mit dem aus Leiden und Tod auferstandenen Jesus Christus. Schnitzfiguren aus Erlenholz von Maria als Immacolata und Josef als Zimmermann stehen an der Stelle der ehemaligen Seitenaltäre rechts und links der Chorapsis und sind ebenfalls Werke von Josef Dorls.

### Kanzel
Zwischen den ersten beiden Seitenpfeilern links neben dem Altarraum befindet sich die Kanzel gewissermaßen als gezackte Brücke, die jedoch nicht mehr im Gottesdienst benutzt wird. Ihre Brüstung ist mit Messingtafeln verkleidet, auf denen die Symbole der vier Evangelisten zu sehen sind: Mensch für Matthäus, Löwe für Markus, Stier für Lukas und Adler für Johannes. Sie wurde nach einem Entwurf des Architekten Kühn gestaltet.

### Orgel

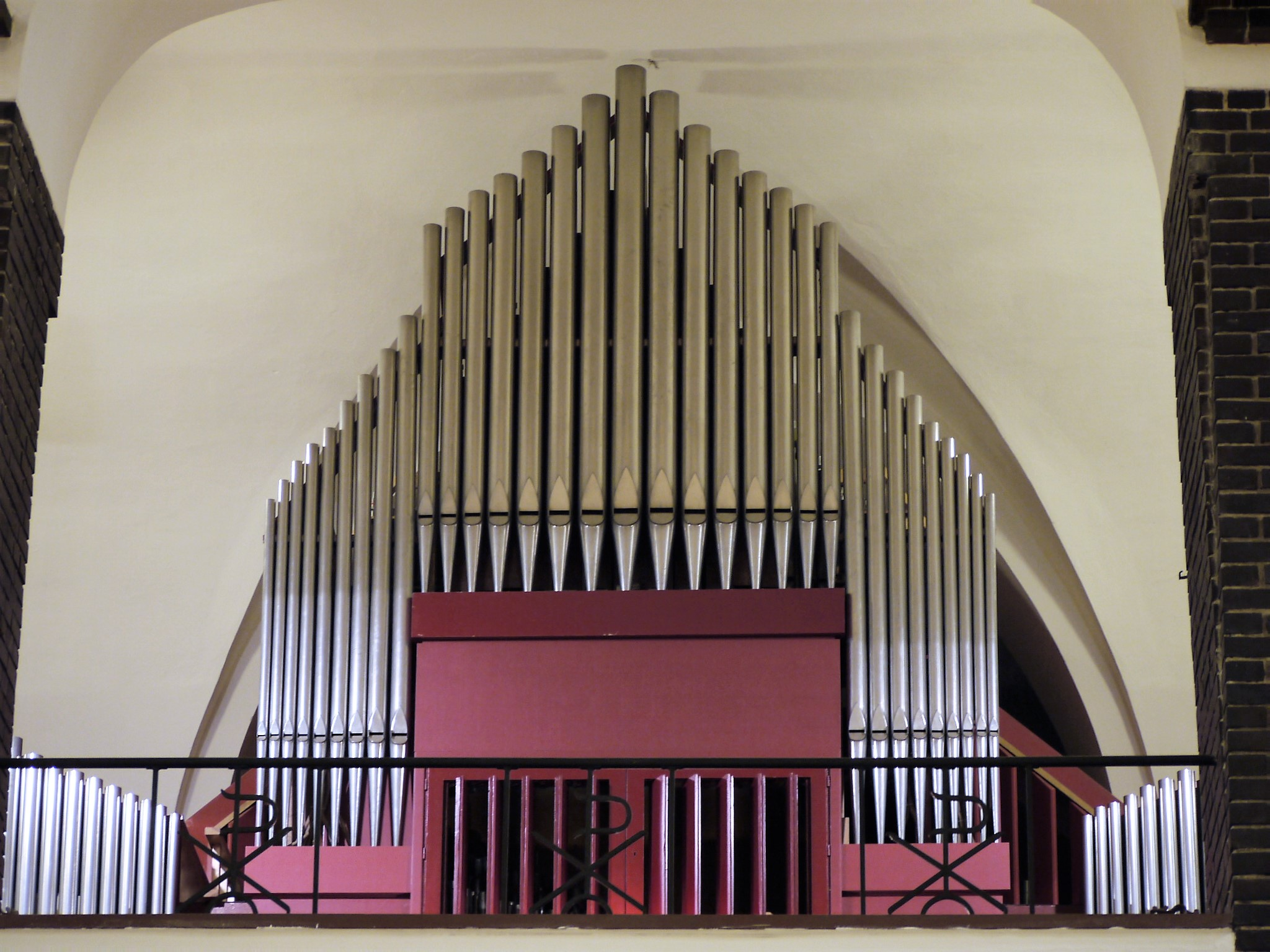
Orgel

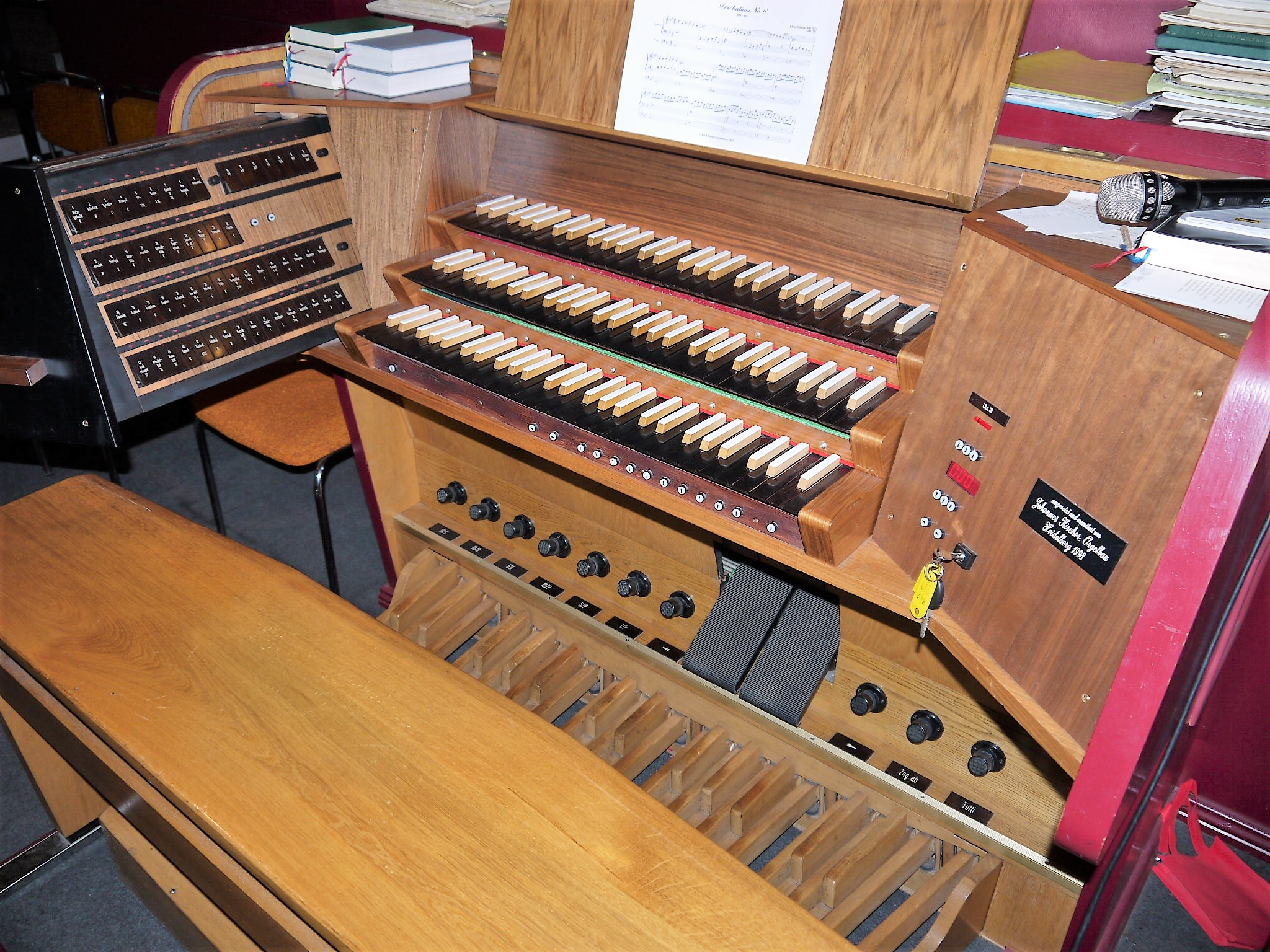
Spieltisch der Orgel

Auf der Empore unter dem Turm befindet sich eine von der Orgelbauwerkstatt Johannes Kircher (Heidelberg) umgesetzte und auf 49 Register erweiterte Orgel, die 1998 hier aufgestellt wurde. Ursprünglich wurde die Orgel 1862 von den Gebrüdern Euler in der Stiftskirche (Bad Gandersheim) mit 37 Registern, verteilt auf zwei Manuale und Pedal, errichtet. 1973–1975 wurde ein neuer auf drei Manuale erweiterter Spieltisch eingebaut, die Registertraktur wurde elektrifiziert. Im Jahr 2000 erhielt die Stiftskirche eine neue Orgel, die bisherige Orgel wurde von der Pfarrei der Heiligen Familie erworben.
| I Hauptwerk C–g3 |                  |     |
| 1                | Bourdon          | 16′ |
| 2                | Principal        | 08′ |
| 3                | Offenflöte       | 08′ |
| 4                | Praestant        | 04′ |
| 5                | Gedacktflöte     | 04′ |
| 6                | Superoctave      | 02′ |
| 7                | Cornett V (ab f) | 08′ |
| 8                | Mixtur V         | 02′ |
| 9                | Trompete         | 08′ |
| 10               | Clairon          | 04′ |

| II Schwellwerk C–g3 |                         |        |
| 11                  | Gedackt                 | 16′    |
| 12                  | Principal               | 08′    |
| 13                  | Gemshorn                | 08′    |
| 14                  | Bourdon                 | 08′    |
| 15                  | Salicional              | 08′    |
| 16                  | Vox coelestis (ab c)    | 08′    |
| 17                  | Principal               | 04′    |
| 18                  | Flöte                   | 04′    |
| 19                  | Sesquialter II          | 02 ⁄3′ |
| 20                  | Blockflöte              | 02′    |
| 21                  | Octavin                 | 01′    |
| 22                  | Scharf IV–V             | 01′    |
| 23                  | Basson                  | 16′    |
| 24                  | Trompette               | 08′    |
| 25                  | Clarinette              | 08′    |
|                     |                         |        |
|                     | Tremulant (einstellbar) |        |

| III Positiv (schwellbar) C–g3 |                         |         |
| 26                            | Holzgedackt             | 08′     |
| 27                            | Rohrflöte               | 08′     |
| 28                            | Spitzflöte              | 04′     |
| 29                            | Principal               | 02′     |
| 30                            | Terz                    | 01 3⁄5′ |
| 31                            | Quinte                  | 01 1⁄3′ |
| 32                            | Cymbel III              | 02⁄3′   |
| 33                            | Vox humana              | 08′     |
|                               |                         |         |
|                               | Tremulant (einstellbar) |         |

| Pedal C–f1 |                |         |
| 34         | Groß Principal | 32′     |
| 35         | Principalbass  | 16′     |
| 36         | Violonbass     | 16′     |
| 37         | Subbass        | 16′     |
| 38         | Quintbass      | 10 2⁄3′ |
| 39         | Octavbass      | 08′     |
| 40         | Cellobass      | 08′     |
| 41         | Gedacktbass    | 08′     |
| 42         | Octave         | 04′     |
| 43         | Choralflöte    | 04′     |
| 44         | Nachthorn      | 02′     |
| 45         | Hintersatz IV  | 02 ⁄3′  |
| 46         | Bombarde       | 16′     |
| 47         | Posaune        | 16′     |
| 48         | Trompete       | 08′     |
| 49         | Clarine        | 04′     |

- Koppeln: 10 I/P; 11 II/P; 12 III/P; 13 II/I; 14 III/I; 15 III/II
- 16 Glockenspiel

### Weitere Ausstattungsstücke
Zur sonstigen Ausstattung gehört eine Serie von 14 Bronzereliefs eines Kreuzwegs mit der Darstellung des Leidensweges Jesu. Die Tafeln wurden 1934 in der Werkstatt von Josef Dorls hergestellt.
Im Eingangsbereich der Kirche ist unter der Empore in einer Nische zwischen den beiden Eingängen die Friedensgedächtniskapelle eingerichtet. Sie enthielt eine Pietà, die ebenfalls von Josef Dorls stammte, aber nicht erhalten ist. Seit 1981 schmückt eine andere Pietà die kleine Kapelle; sie ist die Kopie eines spätgotischen Kunstwerks, dessen Original in Bergheim bei Köln steht. An diesem Ort sollen die Besucher besonders an die sinnlosen Opfer der Kriege erinnert und zu Aktivitäten für die Friedenssicherung ermuntert werden.